# Michaił Litwinczuk
Michaił Litwinczuk, biał. Міхаіл Літвінчук, ros. Михаил Литвинчук (ur. 21 czerwca 1980) – białoruski piłkarz grający na pozycji napastnika.

## Kariera piłkarska
Swoją karierę rozpoczął w klubie Dynama Brześć, skąd po dwóch latach trafił do drużyny Wodokanału-Tranzit Brześć. W 2000 roku z powrotem znalazł się w Dynamie Brześć. Później grał kolejno w: Lakamatyu Mińsk, Tarpedzie Żodzino, FK Mińsk i FK Smorgonie. Latem 2009 r. został ściągnięty do drużyny Podlasia Biała Podlaska, gdzie miał być jednym z kluczowych graczy zespołu, jednak nie spełnił pokładanych w nim oczekiwań i rozwiązał kontrakt z klubem. Zimą 2010 r. związał się z drużyną FK Homel. Po występach w FK Haradzieja i FK Słuck, w 2013 powrócił do FK Smorgonie